# ケニー・デ・ケテル
ケニー・デ・ケテル（Kenny De Ketele、1985年6月5日 - ）は、ベルギー、アウデナールデ出身の自転車競技選手。

## 来歴
トラックレースを中心に、ロードレースでも活動する兼用選手。
2003年
- ベルギー選手権 ジュニア部門
  - 個人追抜 優勝
  - ポイントレース 優勝

2004年
- ヨーロッパ自転車競技選手権大会（以下、欧州選手権）
  - U23部門・マディソン 優勝
- ベルギー選手権
  - 個人追抜 優勝
  - 1kmTT 優勝

2005年
- ベルギー選手権　マディソン 優勝

2006年
- 欧州選手権
  - U23部門・マディソン 優勝
- ベルギー選手権　1kmTT 優勝

2007年、ショコラード・ジャック - トップスポート・フラーンデレン（後の、トップスポート・フラーンデレン - メルカトル）と契約。
- ベルギー選手権
  - ポイントレース 優勝
  - デルニーレース 優勝（2回）
  - マディソン 優勝（+ イルヨ・カイセ）
  - 1kmTT 優勝
  - オムニアム 優勝
- 欧州選手権
  - U23部門・ポイントレース 優勝

2008年
- UCIトラックワールドカップ2007-2008
  - ロサンゼルス - マディソン 優勝
- ベルギー選手権
  - マディソン 優勝（+ イルヨ・カイセ）
  - 個人追抜 優勝
  - デルニーレース 優勝
- 北京オリンピック・マディソン 4位
- 欧州選手権
  - マディソン 優勝（+ イルヨ・カイセ）

2009年
- ハセルト6日間レース 優勝（+ ブルーノ・リジ）
- 欧州選手権
  - デルニーレース 優勝
- UCIトラックワールドカップ2009-2010
  - マディソン 優勝

2011年
- 欧州選手権
  - マディソン 優勝（+ イルヨ・カイセ）
- ヘント6日間レース 優勝（+ ロベルト・バルトコ）

2012年
- トラックレース世界選手権
  -  マディソンに、ハイス・ファン・フックとのペアで出場。同種目連覇中のオーストラリア（キャメロン・マイヤー、リー・ハワード）らを破って優勝。
  - ポイントレース 3位